# He never married
 (janvier 2022).
He never married (« Il ne s'est jamais marié ») était une expression utilisée par les auteurs de notices nécrologiques britanniques comme euphémisme pour désigner le défunt ayant été homosexuel. Son utilisation a été datée de la seconde moitié du XXe siècle, et il peut être trouvé sous des formes codées et non codées, comme lorsque le sujet ne s'est jamais marié mais n'était pas homosexuel.
Une expression similaire est confirmed bachelor (« célibataire confirmé »).